# Noah & Saskia
Noah and Saskia (no Brasil, Um Par Quase Perfeito) é uma série de televisão britânica-australiana desenvolvida e produzida por Patricia Edgar para a Australian Children's Television Foundation (ACTF) e a BBC. A série acompanha o relacionamento virtual entre dois adolescentes: a australiana Saskia e Noah, que mora no Reino Unido. Embora os adolescentes enganem um ao outro com "personagens falsos", sua relação é mostrada de forma positivo e muito importante para ambos. Eles se tornam grandes amigos, mas sem revelar suas verdadeiras identidades ao longo de série (mistério que só é revelado no último episódio).
Tudo começa quando Saskia (Hannah Greenwood), uma dolescente aspirante a guitarrista, descobre que uma de suas músicas foi "roubada" e está sendo usado no site de quadrinhos de um garoto chamado Noah (Raman Goial), mas no mundo virtual ele é conhecido apenas pelo seu personagem Max (na verdade é mais um alter ego do que um simples personagem). Como Saskia é esperta, também cria uma personagem para ter acesso a mesma rede social que Max, e assim, cria a personagem Indy.
Mas as coisas tomaram rumos totalmente diferentes do esperado quando "Indy" e "Max" tornam-se amigos e decidem trabalhar juntos no site de Noah: ele criando as histórias em quadrinhos e ela criando as trilhas sonoras.
E com isso a amizade dos dois vai se tornando cada vez mais forte, fazendo surgir até o que seria o início de uma paixão secreta. Isso não seria problema se não fosse um porém logo descoberto por ambos: Saskia mora na Austrália e Noah mora na Inglaterra. O que tinha tudo para ser um possível casal perfeito desmoronou-se antes mesmo de começar; o que não impede nossos e incertezas.
Saskia e Noah acham que seus alter egos, Indy e Max, permitem-lhe expressar aspectos de suas personalidades que eles se sentem desconfortáveis ou incapaz de expressar normalmente na vida  real. Indy é confiante e sexy, já Saskia é nervosa e tímida. Max é descolado e com atitude, enquanto Noah é reservado e meio sem jeito.

## Episódios
| Temporada | Temporada | Episódios | Exibição original    | Exibição original   |
| Temporada | Temporada | Episódios | Estreia da temporada | Final da temporada  |
| --------- | --------- | --------- | -------------------- | ------------------- |
|           | 1         | 13        | 4 de maio de 2004    | 20 de julho de 2004 |

### 1.ª temporada (2004)
| N.º | Título                                                | Exibição original   |
| --- | ----------------------------------------------------- | ------------------- |
| 1 | "Amanhã é um mistério"                                | 4 de maio de 2004   |
| Saskia fica aborrecida quando descobre que o misterioso Max Hammer está roubando suas músicas na internet. Ela decide procurá-lo na web, e todos avisam que deve tomar cuidado porque Max irá destruí-la. Saskia, que adora um desafio, cria sua própria personagem virtual, Indy, e atrai Max para uma armadilha. Ao invés de encontrar uma pessoa arrogante, ela conhece um garoto engraçado e charmoso. E surpreendentemente, ele a convida para uma parceria em seu site de quadrinhos.        |                                                       |                     |
| 2 | "As Excelentes e Muito Reais Aventuras de Max Hammer" | 4 de maio de 2004   |
| Durante anos, Noah tentou evitar o time de futebol da escola, utilizando as mais diferentes táticas para tal. Agora, porém, isso é inútil, uma vez que seu pai - que fora jogador no passado - foi convidado para ser o treinador da equipe. Noah é forçado pelo pai a entrar para o time e participar de um jogo contra seu detestável irmão Phil, melhor jogador do adversário. Para fugir desta incômoda situação, Noah busca uma ajuda com a única pessoa em quem confia: sua nova amiga Indy. |                                                       |                     |
| 3 | "A Culpa não é dos Hormônios"                         | 11 de maio de 2004  |
| Saskia tem apenas uma explicação para sua amizade florida com Max Hammer: só pode ser amor. O problema é que todos acham que ela está sendo ridícula. Como pode estar apaixonada por alguém que nunca viu? Depois de ser criticada por sua mãe, Deb, sua melhor amiga, Rene, e por todas as suas colegas da escola, saskia começa a se questionar: será que o que ela está sentindo é realmente amor?                                                                                              |                                                       |                     |
| 4 | "Walsh Fala Sobre as Mulheres"                        | 18 de maio de 2004  |
| Walsh Fala Sobre as Mulheres, Noah ouve risadinhas e segredinhos ao passar em frente aos colegas do colégio. O rumor que se espalhou é que ele tem uma namorada virtual. Sentindo-se triste e humilhado, Noah decide tomar uma atitude para acabar com as gozações. Pela Internet, ele quase diz a Indy que eles nunca serão mais que amigos, e fica chocado quando descobre que Indy está a quilômetros de distância... na Austrália.                                                             |                                                       |                     |
| 5 | "Quando criação e criatura se confundem"              | 25 de maio de 2004  |
| Saskia não está querendo sair da cama. Sua desculpa é de que ela não tem uma roupa adequada para sair, mas Deb e Rene não acreditam nisso, porque Saskia nunca se preocupou com o que os outros pensam. Rene tem certeza que este abatimento é por causa de Max e ela logo cria algumas teorias para ajudar a amiga a superar tudo issO. |                                                       |                     |
| 6 | "Eddie"                                               | 1 de junho de 2004  |
| O mundo de Noah está de cabeça para baixo depois que seu primo Eddie vem para passar uma temporada em sua casa. Uma criança cheia de necessidades, Eddie está deixando Lena louca, expulsando Phil e Bruce de casa e complicando a relação de Noah com Indy. Noah decide mostrar para todos que Eddie é uma criança manipuladora e falsa, mas percebe que na verdade tudo que ele quer é ser bem considerado pela família e fazer parte do site de quadrinhos do Noah.                             |                                                       |                     |
| 7 | "A Quinquagésima Edição"                              | 8 de junho de 2004  |
| Saskia se encontra em uma difícil situação tendo que escolher entre ir viajar com Rene no seu aniversario ou ficar e escrever a musica da 50° edição do site de quadrinhos do Max. Enquanto Saskia está desesperada tendo que escolher entre seus dois melhores amigos, Max diz que não precisa de sua música e ela começa a se questionar: Será que ele não gosta mais de seu trabalho? Será que ele conheceu outra pessoa? Ou existe outra explicação?                                           |                                                       |                     |
| 8 | "Você nunca será um homem"                            | 15 de junho de 2004 |
| Bryce arruma uma barraca super-resistente e decide acampar com os amigos. Porém, após um descuido, a barraca é levada pelo rio. Com frio e muito preocupado, Noah descobre que está sentindo falta de Indy e percebe que mero o fato de pensar nela o faz agir de um jeito "Max Hammer" de ser. |                                                       |                     |
| 9 | "Tempero Extra"                                       | 22 de junho de 2004 |
| Saskia encontra em Ernesto a oportunidade de montar sua banda, algo que almeja há algum tempo. Para realizar seu desejo, ela suborna seu professor de violão de apenas 10 anos de idade oferecendo chocolates e organiza um ensaio para o dia seguinte. No entanto, sua imaginação estraga tudo quando ela pensa na imagem de Ernesto com os braços envoltos na cintura de Rene. |                                                       |                     |
| 10 | "Quase"                                               | 29 de junho de 2004 |
| Secretamente, Noah esta morrendo de ciúmes de Ernesto, novo namorado de Indy. Agora, ele perdeu a inspiração e não tem mais vontade de escrever os quadrinhos sem ela. E quando a companhia Adder lhe faz uma oferta para comprar seu trabalho, ele decide aceitar. Será este o fim dos quadrinhos de Max Hammer? Ou o fim de uma bela amizade? |                                                       |                     |
| 11 | "Não Venha com Canções de Amor Desfeito"              | 6 de julho de 2004  |
| Ernesto se oferece para fazer um dueto com Saskia na competição de talentos, o que a deixa super feliz. Porém, quando ele toca a música que escreveu para ela, convida-a para ir à festa em sua casa e exige que use um vestido de sua escolha, Saskia começa a questionar se deve mesmo participar deste concurso de talentos. Como Deb e Rene são fãs de Ernesto, Saskia recorre a Max, que diz para ela seguir em frente. Será que ela não tem ninguém para abrir seus olhos?                   |                                                       |                     |
| 12 | "Verdadeiro Max Hammer e Manifeste-se Por Favor"      | 13 de julho de 2004 |
| Noah decide começar a agir com Max e sua vida começa a mudar para melhor. Entretanto, com essa atitude, a vida de Eddie, Phil e Clive começa a piorar. E para evitar o sofrimento, eles decidem, então, acabar com o relacionamento de Max e Indy. Cada um entra separadamente na Internet e conversa com Indy como se fosse Max, deixando Saskia muito confusa e disposta a por um fim nessa amizade.                                                                                             |                                                       |                     |
| 13 | "Esta Noite Ao Vivo Com Noah e Saskia"                | 20 de julho de 2004 |
| Saskia descobre que Max continua escrevendo suas histórias, mesmo após a briga entre os dois. Muito desconfiada, Saskia decide fazer um jogo de perguntas, sabendo, porém, que isso pode colocar decretar o fim de sua amizade. |                                                       |                     |

## Exibição no Brasil
No Brasil, a série foi exibida por três emissoras diferentes na TV aberta. Inicialmente pela TV Cultura, em 2006, dois anos depois, em 2008, pela TV Aparecida, e, por último, em 2010, pela TV Brasil. Essa última exibiu a série até 2013.